# Michael Firth
Michael John Firth (* 16. Januar 1948; † 9. Oktober 2016) war ein neuseeländischer Filmemacher.

## Leben
Michael Firth begann sich als 19-Jähriger mit dem Filmen zu beschäftigen. Er experimentierte mit dem 8-mm-Format und drehte eine Dokumentation über ein indigenes Volk im brasilianischen Regenwald. Über sein Hobby Skifahren kam er zum Thema seines ersten professionellen Films, der Dokumentation Off the Edge (1976), an der er zwei Jahre lang arbeitete und die er zum großen Teil selbst finanzierte. Neben der Produktion übernahm er die Regie und gehörte auch zum Kamerateam. Als Darsteller setzte er zwei befreundete Skisportkameraden ein. Off the Edge war bei der Oscarverleihung 1977 als erster neuseeländischer Film in der Kategorie Bester Dokumentarfilm für einen Oscar nominiert und wird als einer der Filme betrachtet, die zu dieser Zeit eine Renaissance des neuseeländischen Films einleiteten.
1984 erschien Firths zweiter Film, das Inzest-Drama Heart of the Stag mit Bruno Lawrence, Terence Cooper und Mary Regan in den Hauptrollen. Firth führte dabei Regie, war Co-Produzent und trug auch zum Drehbuch bei. Der Film bekam gute Kritiken, so wählte ihn das Magazin Metro zum neuseeländischen Film des Jahres.
An Firths folgendem Film Sylvia (1985) wirkten einige Mitglieder der Crew von Heart of the Stag erneut mit. Dabei handelt es sich um ein Porträt der neuseeländischen Autorin und Pädagogin Sylvia Ashton-Warner. Firth agierte als Regisseur, Co-Produzent und Co-Drehbuchschreiber. Um Sponsoren entgegenzukommen, stimmte er zu, drei von vier Hauptrollen mit britischen Schauspielern (Eleanor David, Nigel Terry, Tom Wilkinson) zu besetzen. Die Neuseeländerin Mary Regan spielte eine Freundin der Titelfigur und wurde dafür mit einem GOFTA Award ausgezeichnet. Ashton-Warner arbeitete an dem Film mit, starb aber im Jahr vor dessen Erscheinen.
In Crazy Ski (1987) griff Firth erneut das Thema Skisport und Outdoor-Abenteuer auf. Der abendfüllende Film zeigt die fiktionale Reise einer Gruppe von Skienthusiasten durch Neuseeland (darunter auch national bekannte Sportler wie die neuseeländischen Olympiateilnehmer Bruce und Christine Grant), welche letztlich in einem alpinen Ironman gipfelt. Zum Soundtrack steuerte Tom Whitlock das Lied Fight the Power bei, das von Chris Thompson eingesungen wurde. Die nötige finanzielle Unterstützung gewann Firth durch eine Ausschreibung, bei der 1100 Investoren jeweils 1000 Dollar beisteuerten. Der Film war jedoch kein Verkaufserfolg, auch bedingt durch den Schwarzen Montag.
Zu Firths Regiearbeiten gehört weiterhin der Liebesfilm Vulcan Lane (1994) mit Marton Csokas und Josephine Davison. Ab 1999 produzierte er die 52 halbstündige Folgen umfassende Extrem-Sport-Serie Adrenalize, die er an verschiedene Fernsehsender verkaufte. In der Serie Take the Bait (2013) thematisierte er das Angeln an beliebten Fischgründen in Neuseeland, wobei er auch als Erzähler agierte. Er drehte außerdem eine Reihe von Werbefilmen. Seine Arbeit war mit Reisen in die USA und Asien verbunden.
Michael Firth lebte in Auckland. 2016 erkrankte er an Krebs und starb sechs Monate später. Seine Bestattungsfeier fand in der Holy Trinity Cathedral in Parnell statt. Er hinterließ seine Ehefrau und drei Söhne.

## Filmografie
- 1976: Off the Edge
- 1980: Nutcase
- 1984: Heart of the Stag
- 1985: Sylvia
- 1987: Crazy Ski (The Leading Edge)
- 1992: City of Volcanoes
- 1994: Vulcan Lane
- 1999–2001: Adrenalize (Fernsehserie)
- 2013: Take the Bait
- 2013: Last Paradise